# مذبحة مستشفى جامعة سول الوطنية

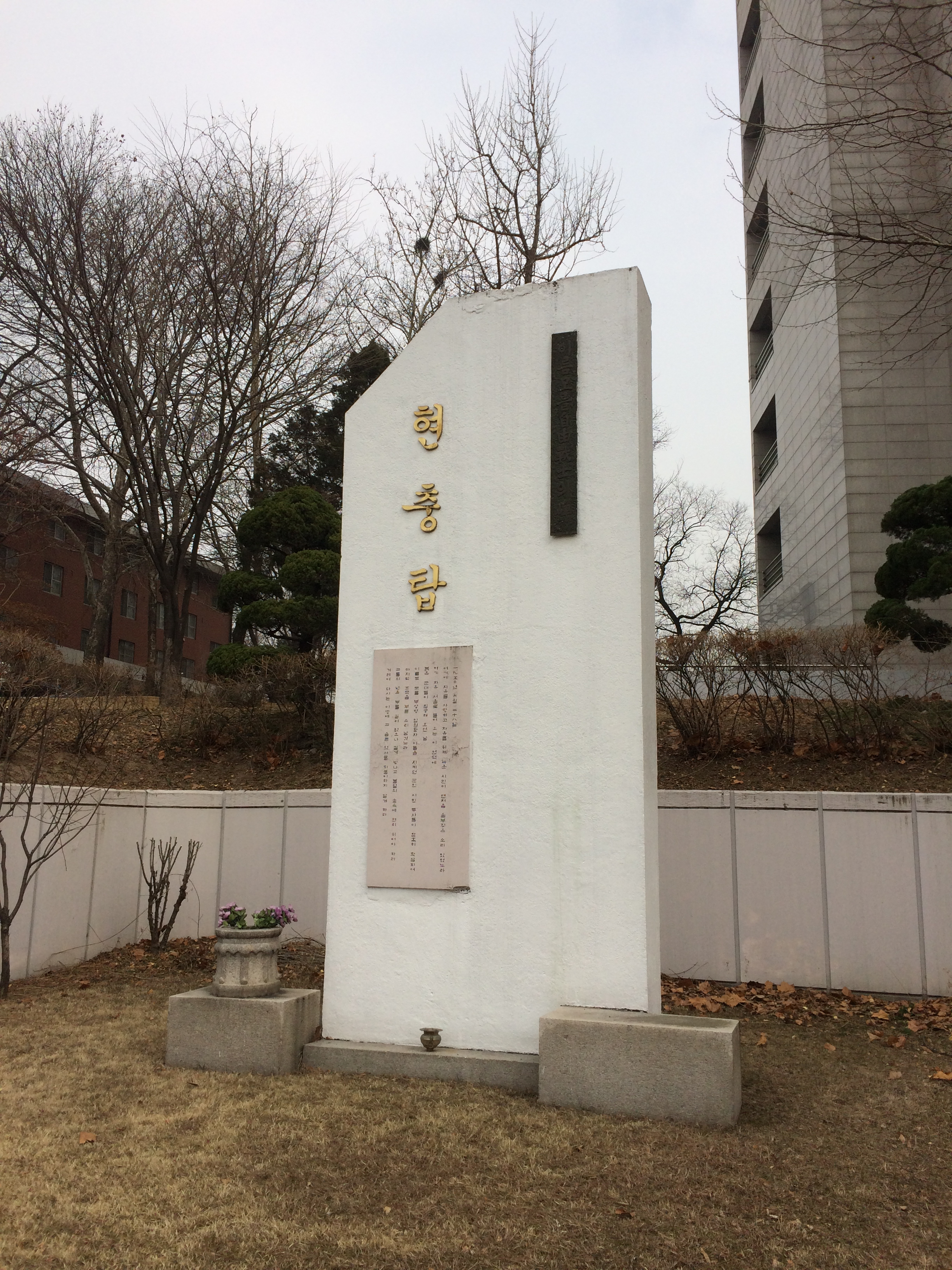
ذكرى مذبحة مستشفى جامعة سول الوطنية

مذبحة مستشفى جامعة سول الوطنية (هانغل: ; هانجا: 서울대학교 부속병원 학살 사건) هي حادثة مذبحة راح ضحيتها 700 إلى 900 طبيب وممرض ومدني داخلي وجرحى من قبل الجيش الشعبي الكوري في 28 يونيو 1950 في مستشفى جامعة سول الوطنية، منطقة سول بكوريا الجنوبية.   خلال معركة سول الأولى، قضى الجيش الشعبي الكوري على فصيلة كانت تحرس مستشفى جامعة سول الوطنية في 28 يونيو 1950.   ذبحوا الكوادر الطبية والمرضى الداخليين والجنود الجرحى.   أطلق الجيش الشعبي الكوري النار على الناس أو دفنوهم أحياء.   بلغ عدد الضحايا المدنيين وحدهم 900.   وبحسب وزارة الدفاع الوطني في كوريا الجنوبية، كان من بين الضحايا 100 جندي كوري جنوبي مصاب. 